# ケーブルカー (トノン＝レ＝バン)

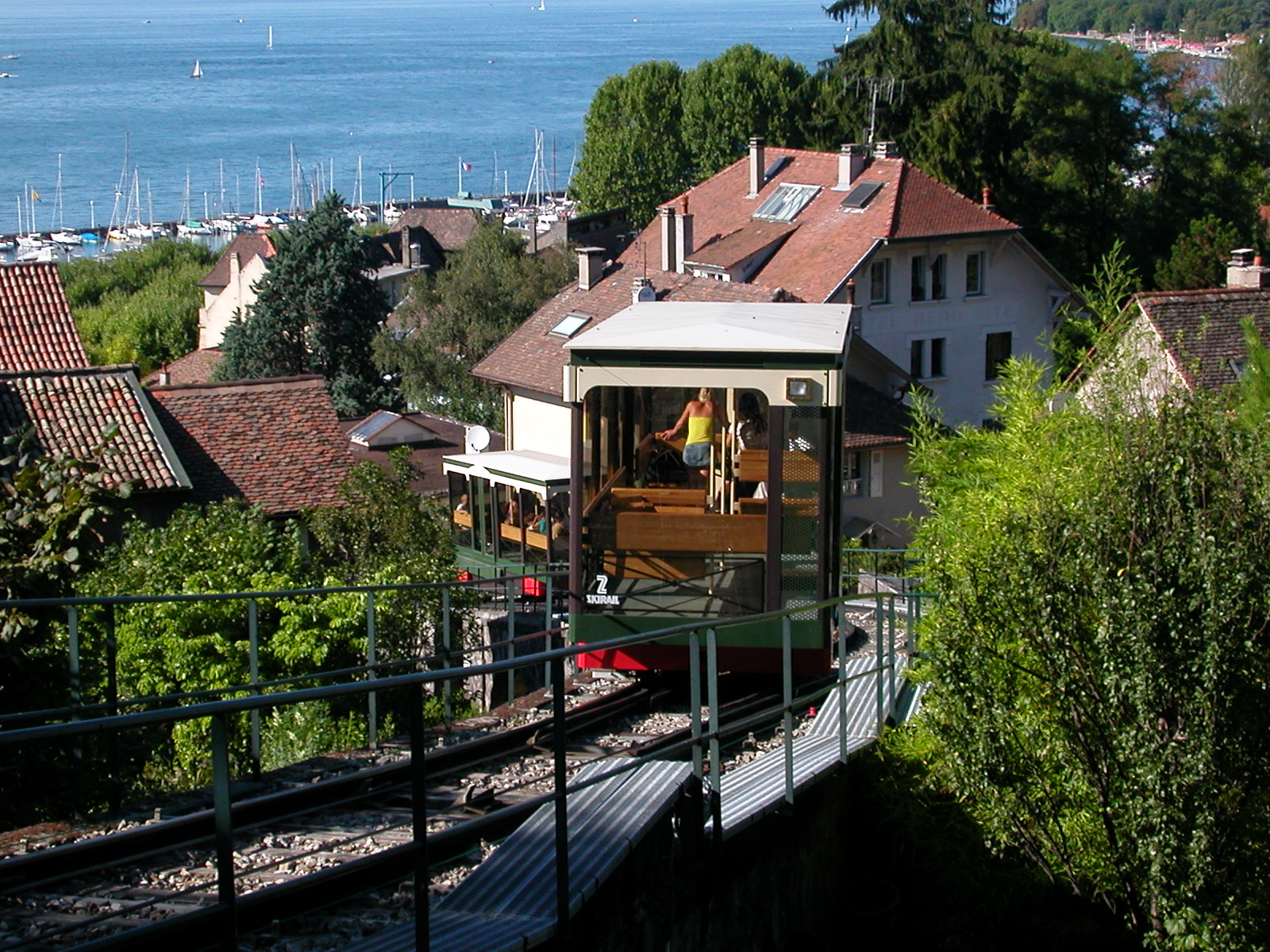
フニクレール・ド・トノン＝レ＝バン

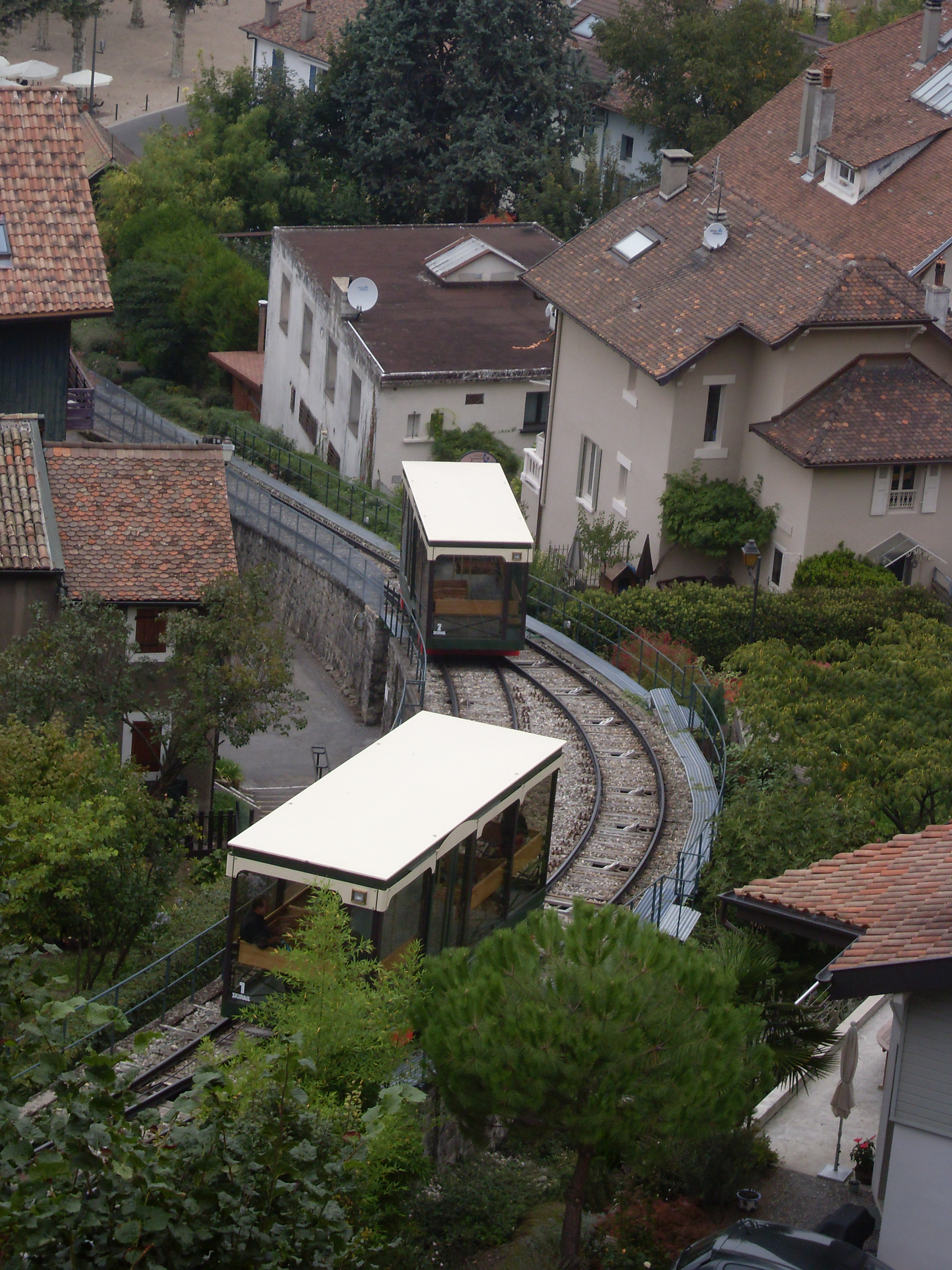
列車交換ループでの車両

トノン＝レ＝バン・ケーブルカー（フランス語: Funiculaire de Thonon-les-Bains）は、フランス共和国オーヴェルニュ＝ローヌ＝アルプ地域圏オート＝サヴォワ県トノン＝レ＝バン市の温泉街にあるフニクラー鉄道である。
当路線は、市内中心部にあるベルヴェデーレ (Belvedere) から、レマン湖の湖畔にあるリヴ (Rives) の港までを結んでいる。
「Syndicat intercommunal des bus de l'agglomération thononaise」 (SIBAT) によって、当フニクラーが管理されており、SIBATはまたローカルバスのサービスも行っている。
1888年に、当フニクラーが開業している。
当フニクラーで2度の改装が行われており、最初が1951年、2度目が1989年である。
1989年以降、当路線は完全に自動化されている。
当フニクラーの技術諸元は、以下の通り。
- 延長： 243メートル (797 ft)
- 標高： 46メートル (151 ft)
- 平均勾配: 21パーセント
- 定員： 54名／車両
- 運搬速度： 3メートル毎秒 (9.8 ft/s)